# 三桥镇 (汝南县)
三桥乡，是中华人民共和国河南省驻马店市汝南县下辖的一个乡镇级行政单位。

## 行政区划
三桥乡下辖以下地区：
桂庄社区、魏庄社区、杨庄社区、胡庄村、臻头河村、沙口村、伍湾村、刘寨村、君于村、韩王村、安庄村、秫杆铺村、秧湖村、褚庄村、贺屯村、殷店村、马庄村、唐寺村、野猪岗村、辛庄村、廖屯村、杜庄村、霍布口村和余岗村。